# Бержерак, Жак
Жак Бержерак (26 июня 1927 года, Биарриц — 15 июня 2014 года, Англет) — французский актёр.

## Биография
Жак Бержерак родился 26 июня 1927 года.
Принимал участие в съемках и озвучивании фильмов: Жижи (1958), Герлз (1957), Большое дело (1964) и др., сериалов: Театр 90 (1956—1960), Альфред Хичкок представляет (1955—1962), Утренний театр (1955—1958) и др
ФИЛЬМЫ
Актер
1. Шоу Дорис Дэй / The Doris Day Show (1968—1973) (сериал)
2. Special Mission Lady Chaplin (1966) … Kobre Zoltan
3. Unkissed Bride (1966) … Jacques Philippe
4. 8,67 Бэтмен / Batman (1966—1968) (сериал) … Freddie the Fence
5. Taffy and the Jungle Hunter (1965) … David Claveau
6. Бежать от твоей жизни / Run for Your Life (1965—1968) (сериал) … Alejandro Orsini / Louis Manet
7. 9,00 Напряги извилины / Get Smart (1965—1970) (сериал) … Victor Royal
8. Hard Time for Princes (1964) … Sandro
9. Большое дело / A Global Affair (1964) … Guy Duval
10. Дэниэл Бун / Daniel Boone (1964—1970) (сериал) … Le Grande
11. Боб Хоуп представляет / Bob Hope Presents the Chrysler Theatre (1963—1967) (сериал) … Henri Courville
12. Fury of Achilles (1962) … Hector
13. Деревенщина из Беверли-Хиллз / The Beverly Hillbillies (1962—1971) (сериал) … King Alexander
14. Шоу Люси / The Lucy Show (1962—1968) (сериал) … Jacques DuPre
15. Fear No More (1961) … Paul Colbert
16. Шоу Дика Вана Дайка / The Dick Van Dyke Show (1961—1966) (сериал) … Jacques Savon
17. The Hypnotic Eye (1960) … Desmond
18. The David Niven Show (1959) (сериал) … Tavo
19. Thunder in the Sun (1959) … Pepe Dauphin
20. Studio One in Hollywood (1958) (сериал) … Jrye de Fauvel
21. Un homme se penche sur son passé (1958) … Jacques Monge
22. 7,33 Жижи / Gigi (1958) … Sandomir
23. Сансет-Стрип, 77 / 77 Sunset Strip (1958—1964) (сериал) … Inspector Claude Duprez / Pierre D’Albert
24. G.E. True Theater (1957—1958) (сериал) … Armand Brissac / Coco Sorel
25. Герлз / Les Girls (1957) … Pierre Ducros
26. 9,00 Перри Мэйсон / Perry Mason (1957—1966) (сериал) … Armand Rovel
27. Shadow of the Guillotine (1956) … Comte de Provence
28. Strange Intruder (1956) … Howard Gray
29. Театр 90 / Playhouse 90 (1956—1960) (сериал) … Laszlo Vertes
30. Шоу Гейл Сторм / The Gale Storm Show (1956—1960) (сериал) … Roland Giroux
31. 8,00 Альфред Хичкок представляет / Alfred Hitchcock Presents (1955—1962) (сериал) … Jan Gubak / Prince Burhan / Sgt. Andre Doniere
32. Миллионер / The Millionaire (1955—1960) (сериал) … Count Paul Lamada
33. Утренний театр / Matinee Theatre (1955—1958) (сериал) … Макс
34. Twist of Fate (1954) … Pierre Clemont
35. Кульминация / Climax! (1954—1958) (сериал) … Guy Pirard
36. Ponds Theater / Ponds Theater (1953—1957) (сериал) … Armand